# Castellvi Peak
Castellvi Peak är en bergstopp i Antarktis. Den ligger i Sydshetlandsöarna. Argentina, Chile och Storbritannien gör anspråk på området. Toppen på Castellvi Peak är 46 meter över havet.
Terrängen runt Castellvi Peak är huvudsakligen kuperad, men österut är den bergig. Havet är nära Castellvi Peak åt sydväst. Trakten är glest befolkad. Närmaste befolkade plats är St. Kliment Ohridski Base, 6,9 kilometer norr om Castellvi Peak. 